# Republika Dalekiego Wschodu

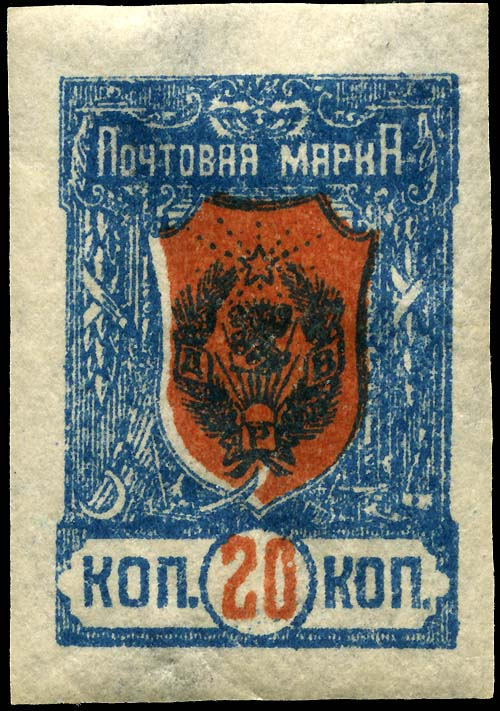
20-kopiejkowy znaczek RDW wydrukowany w 1922 w Czycie

Republika Dalekiego Wschodu (ros. Дальневосточная Республика – ДВР, Dalniewostocznaja Riespublika – DWR) – państwo marionetkowe utworzone pod kontrolą bolszewików, istniejące w północno-wschodniej Azji w latach 1920–1922.

## Historia

### Tło powstania
W końcu stycznia 1920 r. bolszewicy przejęli kontrolę nad Irkuckiem. W pierwszych dniach lutego ocalałe oddziały białej Armii Rosyjskiej adm. Aleksandra Kołczaka podjęły ostatnią próbę odzyskania miasta, lecz odstąpiły na wieść o rozstrzelaniu Kołczaka i wycofały się na tereny Zabajkala pozostające pod kontrolą sił atamana Grigorija Siemionowa. 2 lutego 1920 r. Politbiuro partii bolszewickiej zakazało Armii Czerwonej kontynuowania działań ofensywnych na wschód od Irkucka. Żołnierze walczący na Syberii mieli być przerzucani na zachód, do walki z Siłami Zbrojnymi Południa Rosji oraz z Polską. Rada Komisarzy Ludowych nie chciała również otwartego konfliktu militarnego z Japonią wobec zajmowania przez wojska japońskie części Zabajkala w ramach rozpoczętej w 1918 antysowieckiej ekspedycji syberyjskiej wojsk Ententy. Powstanie buforowego państwa, oficjalnie zachowującego gospodarkę kapitalistyczną, pozwoliło również Rosji Radzieckiej wznowić handel z USA i innymi państwami kapitalistycznymi.
6 kwietnia 1920 r. w Błagowieszczeńsku odbył się zjazd robotniczy, który proklamował powstanie Republiki Dalekiego Wschodu, powołał jej siły zbrojne (Ludową Armię Rewolucyjną) i koalicyjny rząd, współtworzony przez bolszewików, mienszewików i eserowców. W rzeczywistości jednak republika od początku była państwem marionetkowym, nadzorowanym przez Biuro Dalekowschodnie partii bolszewickiej, a przebieg zjazdu kontrolował Iwan Smirnow, przewodniczący partyjnego Biura Syberyjskiego. Przewodniczący Biura Dalekowschodniego Aleksandr Krasnoszczokow został pierwszym (tymczasowym) premierem republiki. Samo biuro powstało w marcu 1920 r. w celu sfinalizowania planów utworzenia państwa buforowego, gdyż idea jego powstania, popierana przez Lenina, nie podobała się części lokalnych działaczy bolszewickich. Lokalne lewicowe rządy działały przed kwietniem 1920 r. w obwodzie amurskim, do którego interwenci nie wkroczyli, we Władywostoku (tzw. ziemstwo) i w Wierchnieudinsku.
Również siły zbrojne republiki, w sile ok. 20 tys. żołnierzy, zostały sformowane z czerwonoarmistów z dawnego Frontu Wschodniego Armii Czerwonej, rozformowanego po zwycięstwie nad siłami Kołczaka. Pierwszym dowódcą Ludowej Armii Rewolucyjnej został Gienrich Eiche, wcześniej dowódca czerwonej 5 Armii. Armia republiki oficjalnie była uważana za część Armii Czerwonej. Także polityka zagraniczna prowadzona przez republikę była stale podporządkowana rządowi Rosji Radzieckiej.
Rząd Rosji Radzieckiej oficjalnie ogłosił uznanie Republiki Dalekiego Wschodu 14 maja 1920 r. Bezpośrednio po powstaniu faktyczna kontrola republiki rozciągała się na terytoria zachodniego Zabajkala. W sierpniu zwierzchność jej rządu uznał komitet wykonawczy Rady delegatów robotniczych, żołnierskich i kozackich obwodu amurskiego. Tym samym buforowe państwo ze stolicą w Wierchnieudinsku objęło terytorium  wschodniosyberyjskich obwodów  Imperium Rosyjskiego: zabajkalskiego, nadmorskiego, kamczackiego i  amurskiego. Wschodnią i zachodnią część państwa rozdzielał region Czyty, kontrolowany przez oddziały Grigorija Siemionowa, zasilone przez resztki Armii Rosyjskiej Kołczaka, które przetrwały Wielki Syberyjski Marsz Lodowy.

### Odejście Japończyków i rozbicie wojsk Siemionowa
Między majem a lipcem 1920 r. Republika Dalekiego Wschodu prowadziła na stacji Gongotta (120 km od Czyty) rozmowy z władzami japońskimi, zakończone zawarciem 15 lipca porozumienia. Na jego mocy rozpoczęła się ewakuacja wojsk japońskich z Zabajkala, rozpoczęta 25 lipca i trwająca do października 1920 r. Równocześnie wiosną i latem 1920 r. Ludowa Armia Rewolucyjna przeprowadziła dwie operacje czytyjskie, dążąc do odbicia Czyty z rąk Siemionowa, obydwie jednak zakończyły się niepowodzeniem. Dopiero po odejściu Japończyków, wcześniej wspierających Siemionowa, czerwoni ostatecznie rozbili siły białych na Zabajkalu, wkraczając do Czyty 22 października 1920 r. W tym samym czasie Japończycy opuścili również Chabarowsk, do którego weszły oddziały Republiki Dalekiego Wschodu, pokonując oddziały atamana Kozaków ussuryjskich Iwana Kałmykowa. Wojska japońskie pozostały natomiast wokół Władywostoku, na Przymorzu.
Po zajęciu przez czerwonych Czyty w mieście na przełomie października i listopada 1920 r. odbyła się konferencja, podczas której koniec działalności ogłosiły wcześniejsze istniejące na tych obszarach probolszewickie i lewicowe rządy, uznając zwierzchność rządu Republiki Dalekiego Wschodu. Wybrano również jej nowy rząd, na czele którego stanął ponownie Krasnoszczokow. W 1921 r. odbyły się wybory do Zgromadzenia Konstytucyjnego Republiki Dalekiego Wschodu, w których najwięcej głosów i mandatów zdobyła frakcja chłopska większościowa (183 mandaty) oraz komuniści (92 mandaty), następnie frakcja chłopska mniejszościowa (44 miejsca), eserowcy (18), bezpartyjni demokraci (13), Buriaci (13), Syberyjski Związek Eserowców (6), ludowi socjaliści (3). Zgromadzenie Konstytucyjne przyjęło konstytucję republiki jako państwa demokratycznego, z zachowaniem swobód demokratycznych, ale przy równoczesnej nacjonalizacji ziemi, lasów, wód, wielkiego przemysłu. Ogłosiło również rozdział państwa od Kościoła. 27 kwietnia 1921 r. w granicach republiki wydzielono Buriacko-Mongolski Obwód Autonomiczny.

### 1921–1922

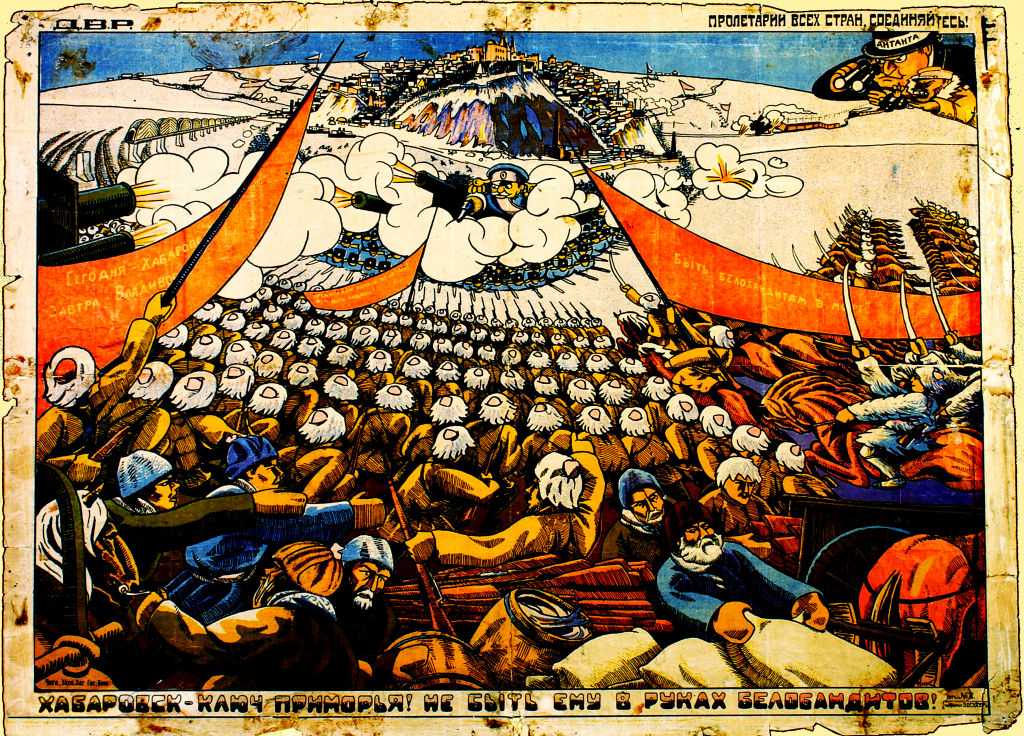
Plakat propagandowy czerwonych z okresu ostatnich walk o Chabarowsk (1922)

Następnie pomiędzy majem a sierpniem 1921 5 Armia Czerwona, oddziały komunistycznych partyzantów mongolskich oraz armia Republiki Dalekiego Wschodu, od czerwca tegoż roku pod dowództwem Wasilija Blüchera, rozbiła wojska barona Romana von Ungern-Sternberga w Mongolii. On sam został wzięty do niewoli między 19 a 22 sierpnia 1921 r. Operacją kierował Iwan Smirnow. Działania na Zabajkalu były koordynowane przez Syberyjski Komitet Rewolucyjny kierowany przez Smirnowa. Ewakuacja wojsk japońskich z Zabajkala w październiku 1920 (pozostały jedynie we Władywostoku) oznaczała koniec zagranicznej interwencji militarnej w Rosji. Po likwidacji zagrożenia ze strony Ungerna i jego ujęciu, Smirnow został 29 sierpnia 1921 roku odwołany z funkcji przewodniczącego Syberyjskiego Komitetu Rewolucyjnego i przewodniczącego Biura Syberyjskiego RKP(b).
W czasie, gdy walki z von Ungernem-Sternbergiem jeszcze trwały, 26 maja 1921 r., we Władywostoku doszło do przewrotu – lokalny lewicowy rząd koalicyjny, uznający zwierzchność Republiki Dalekiego Wschodu, został obalony przez byłych żołnierzy Siemionowa i Kappela. Na czele białego rządu stanęli bracia Nikołaj i Spiridon Mierkułow. W zaistniałej sytuacji na stanowisku szefa rządu Republiki Dalekowschodniej Krasnoszczokowa zastąpił Nikołaj Matwiejew. Jesienią 1921 r. biali pod dowództwem gen. Wiktoryna Mołczanowa podjęli działania ofensywne (marsz chabarowski). 22 grudnia 1921 r. czerwoni musieli opuścić Chabarowsk, biali zaś kontynuowali marsz na zachód wzdłuż Kolei Transsyberyjskiej, docierając w ostatecznym rozrachunku do stacji Wołoczajewka. Tam ich oddziały zostały powstrzymane przez kontrofensywę dowodzoną przez Blüchera. 21 lutego 1922 r. Chabarowsk znalazł się ponownie w rękach czerwonych.

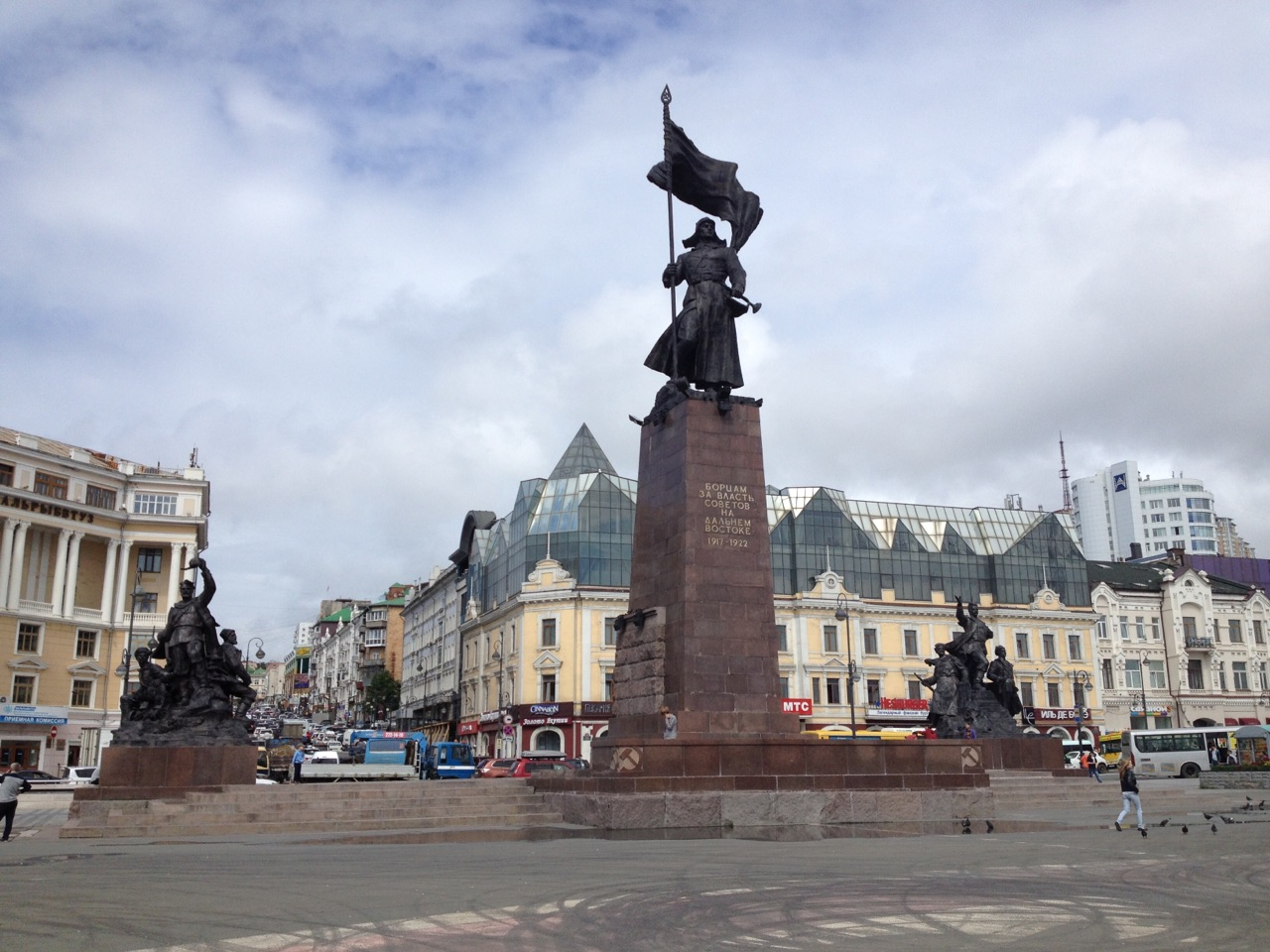
Władywostok, pomnik bojowników za władzę radziecką, upamiętniający m.in. wejście Armii Czerwonej do miasta w październiku 1922 r.

W czerwcu 1922 r. jeden z generałów Kołczaka Michaił Diterichs przeprowadził we Władywostoku kolejny przewrót, obalając rząd Mierkułowów i tworząc własny rząd – Nadamurski Sobór Ziemski. W ostatniej ofensywie białych na Dalekim Wschodzie siły Diterichsa we wrześniu 1922 r. ponownie zbliżyły się, wzdłuż ussuryjskiej linii kolejowej, do Chabarowska, nie zdołały jednak zająć miasta. Armia Republiki Dalekiego Wschodu, którą od sierpnia 1922 r. dowodził Ijeronim Uborewicz, wspierana przez 5 tys. czerwonych partyzantów operujących na Przymorzu ostatecznie pokonała białych po pełnej ewakuacji wojsk japońskich we wrześniu 1922 r. 8-9 października 1922 r. Armia Czerwona w toku operacji nadmorskiej wkroczyła do górniczego Spasska, miasta, które już wcześniej było bazą czerwonych partyzantów. Rząd Diterichsa uległ rozpadowi w obliczu dalszego marszu czerwonych na Władywostok. 25 października 1922 r. Władywostok został zajęty przez Ludową Armię Rewolucyjną pod dowództwem Uborewicza. Michaił Diterichs oraz 10 tys. białych wojskowych oraz popierających ich cywilów opuściło Przymorze na pokładach okrętów białej Flotylli Syberyjskiej, udając się do Korei.
15 listopada 1922 r. Republika Dalekiego Wschodu, dzień po formalnym głosowaniu w tej sprawie przeprowadzonym na forum jej zgromadzenia ludowego w Czycie, została włączona do Rosyjskiej FSRR.

### Prezydenci Republiki Dalekiego Wschodu
- Aleksandr Krasnoszczokow (1920–1921)
- Nikołaj Matwiejew (1921–1922)

### Premierzy Republiki Dalekiego Wschodu
- Aleksandr Krasnoszczokow (6.04.1920–06.1920)
- Boris Szumiacki (06.1920–10.1920)
- Piotr Nikiforow (10.1920–2.10.1922)
- Piotr Koboziew (4.10.1922–14.11.1922)